# Il fiume e la nebbia
Il fiume e la nebbia è un singolo di Fiorella Mannoia del 1997 scritto e musicato da Daniele Silvestri; viene prodotto da Piero Fabrizi con etichetta Harpo/Sony Music Entertainment; il singolo viene estratto dall'album Belle speranze.

## Tracce
1. Il fiume e la nebbia – 4:45 (Daniele Silvestri)

## Musicisti
- Giovanni Boscariol: tastiere e organo Hammond
- Max Costa: programmazione
- Piero Fabrizi: chitarra elettrica e acustica
- Paolo Gianolio: chitarra elettrica e acustica
- Lele Melotti: batteria
- Pier Michelatti: basso